# Юрий Малишев
Юрий Василиевич Малишев е бивш съветски космонавт, 2 пъти герой на Съветския съюз, 2 пъти кавалер на орден „Ленин“, кавалер на индийския орден „Ашока Чакра“.
Командир на екипажите на космическите кораби: „Союз Т-2“ и орбиталния научноизследователски комплекс „Салют-6“ – „Союз-36“ – „Союз Т-2“; „Союз Т-11“ и орбиталния научноизследователски комплекс „Салют-7“ – „Союз Т-10“, летец-космонавт на СССР, полковник.

## Биография
Роден е на 27 август 1941 г. в посьолок Николаевский, Волгоградска област, РСФСР. Завършва училище № 24 в Таганрог. Служи в Съветската армия от 1959 г. Завършва Харковското висше военноавиационно училище за летци (1963).
През 1967 г. е зачислен в Отряда на съветските космонавти. Преминава пълния курс по общокосмическа подготовка и подготовка за космически полети на корабите тип „Союз“ и „Союз Т“. През 1977 г. завършва Военновъздушната академия „Ю. Гагарин“.
Извършва 2 космически полета като командир на екипажа.
Първият е от 5 до 9 юни 1980 г. заедно с бординженера Владимир Аксьонов с КК „Союз Т-2“ и орбиталния научноизследователски комплекс „Салют-6“ – „Союз-36“ – „Союз Т-2“. По време на полета прави изпитания и отработва различни режими на управление и новите бордови системи на транспортния кораб в пилотиран вариант. За излизане в работна орбита екипажа прави маневра с 2 импулса. Първоначално се осъществило сближаване на КК „Союз Т-2“ с орбиталния комплекс „Салют-6“ в автоматичен режим на управление. Впоследствие търсенето и сближаването се провежда ръчно. КК „Союз Т-2“ е скачен за станцията от страната на агрегатния отсек.
С указ на Президиума на Върховния съвет на СССР от 16 юни 1980 г. за мъжество и героизъм, проявени по време на полета, на подполковник Юрий Малишев е присвоено званието „Герой на Съветския съюз“ и са му връчени орден „Ленин“ и медал „Златна звезда“ (№ 11442).
От 3 до 11 април 1984 г. полковник Ю. Малишев оглавява полета на международния екипаж на КК „Союз Т-11“ (с бординженер Генадий Стрекалов и космонавт-изследовател гражданина на Република Индия Ракеш Шарма) и орбиталния научноизследователски комплекс „Салют-7“ – „Союз Т-10“. Програмата на полета е напълно изпълнена и международният екипаж на Ю. Малишев се завръща на Земята със „Союз Т-10“.
С указ на Президиума на Върховния съвет на СССР от 11 април 1984 г. за успешното изпълнение на полета и проявени при това мъжество и героизъм полковник Малишев е награден с орден „Ленин“ и втори медал „Златна звезда“ (№ 120).
След приключване на полетите в космоса Малишев е заместник-командир на отряда на космонавтите по политическата част до 1991 г. Той е космонавт-изпитател на Центъра за подготовка на космонавти „Ю. Гагарин“, президент на Обществото за съветско-непалска дружба.
Почива на 8 ноември 1999 г. Погребан е на гробището на с. Леониха, Московска област, близо до Звездното градче.

## Награди
- 2 пъти Герой на Съветския съюз – 16 юни 1980 г. и 11 април 1984 г.
- 2 пъти орден „Ленин“ – 16 юни 1980 г. и 11 април 1984 г.
- Орден „Ашока Чакра“ (Индия) – 1984 г.
- 9 юбилейни медала